# Петтерссон, Фредрик
Юн Фре́дрик Микаэль Пе́ттерссон (швед. John Fredrik Michael Pettersson; 10 июня 1987, Гётеборг, Швеция) — шведский хоккеист, выступавший на позиции правого нападающего.

## Карьера
Фредрик Петтерссон начал свою карьеру хоккеиста в юниорском клубе «Фрёлунда». Вместе с ними Петтерссон выиграл чемпионат в 2003, 2004 и 2005 годах. На драфте НХЛ 2005 года был выбран в 5 раунде под общим 157-м номером клубом «Эдмонтон Ойлерз». С 2005 по 2007 года играл в Западной хоккейной лиге (WHL) за канадский клуб «Калгари Хитмен».
С 2007 по 2010 Фредрик Петтерссон играл за клуб своего родного города «ХК Фрёлунда» в Шведской элитсерии. Там он забросил 44 гола и отдал 46 передач в 184 играх.
15 июня 2010 года в качестве свободного агента подписал контракт с клубом «Чикаго Вулвз», выступающей в АХЛ. В июле 2011 года Петтерссон вернулся обратно во Фрелунду, где он играл до 2012 года.
В июне 2012 года подписал контракт с новичком КХЛ донецким «Донбассом». 20 октября 2013 года клуб принял решение расстаться с игроком из-за плохой результативности.
15 ноября 2013 года подписал контракт со швейцарским клубом «Лугано». В сезоне 2014/2015 стал лучшим бомбардиром, снайпером и ассистентом Швейцарской национальной лиги, набрав 49 матчах 69 очков (33+36) по системе гол+пас. В сезоне 2015/2016 стал лучшим снайпером, забросив 50 встречах 26 шайб.
1 мая 2016 года вернулся в КХЛ, подписав контракт с нижегородским «Торпедо». В декабре 2016 года заключил контракт с минским «Динамо». В первом же матче за минчан в чемпионате КХЛ Петтерссон оформил дубль — в ворота СКА.

## Международная
Фредрик Петтерссон выступал за молодёжную сборную Швеции на чемпионате мира 2005 года, где Швеция заняла третье место, забрав серебряные медали. Также принимал участие на молодёжных чемпионатах мира 2006 и 2007 годах. На взрослом уровне, он дебютировал на чемпионате мира 2010 года в Германии, где он завоевал бронзовую медаль со Швецией.
На чемпионате мира 2013 года в составе сборной Швеции стал чемпионом мира. Забил три шайбы (из них победная в матче со сборной Белоруссии и победный буллит в четвертьфинале с Канадой), сделал четыре результативные передачи.

## Статистика
Последнее обновление: 27 апреля 2017 года

### Клубная карьера
| 2003–04     | Фрёлунда       | SuperElit U20 | 6   | 4  | 1  | 5   | 2   | 2  | 0  | 0 | 0  | 0  |
| 2004–05     | Фрёлунда       | SuperElit U20 | 24  | 9  | 8  | 17  | 32  | 6  | 5  | 3 | 8  | 16 |
| 2005–06     | Калгари Хитмен | WHL           | 59  | 22 | 21 | 43  | 47  | —  | —  | — | —  | —  |
| 2006–07     | Калгари Хитмен | WHL           | 52  | 21 | 29 | 50  | 50  | —  | —  | — | —  | —  |
| 2007–08     | Фрёлунда       | SuperElit U20 | 2   | 1  | 0  | 1   | 0   | —  | —  | — | —  | —  |
| 2007–08     | Фрёлунда       | ШЭС           | 53  | 6  | 7  | 13  | 38  | 7  | 2  | 1 | 3  | 6  |
| 2008–09     | Фрёлунда       | ШЭС           | 53  | 8  | 18 | 26  | 67  | 10 | 5  | 1 | 6  | 4  |
| 2009–10     | Фрёлунда       | ШЭС           | 54  | 20 | 18 | 38  | 67  | 7  | 3  | 1 | 4  | 10 |
| 2010–11     | Чикаго Вулвз   | АХЛ           | 67  | 11 | 21 | 32  | 46  | —  | —  | — | —  | —  |
| 2011–12     | Фрёлунда       | ШЭС           | 54  | 16 | 24 | 40  | 58  | 6  | 1  | 2 | 3  | 6  |
| 2012–13     | Донбасс        | КХЛ           | 47  | 7  | 6  | 13  | 41  | —  | —  | — | —  | —  |
| 2013–14     | Донбасс        | КХЛ           | 5   | 0  | 0  | 0   | 2   | —  | —  | — | —  | —  |
| 2013–14     | Лугано         | НЛА           | 20  | 7  | 12 | 19  | 2   | 5  | 1  | 3 | 4  | 4  |
| 2014–15     | Лугано         | НЛА           | 49  | 33 | 36 | 69  | 38  | 6  | 2  | 3 | 5  | 0  |
| 2015–16     | Лугано         | НЛА           | 50  | 26 | 22 | 48  | 52  | 10 | 2  | 9 | 11 | 4  |
| 2016–17     | Торпедо        | КХЛ           | 24  | 5  | 7  | 12  | 22  | —  | —  | — | —  | —  |
| 2016–17     | Динамо Минск   | КХЛ           | 18  | 8  | 10 | 18  | 16  | 1  | 0  | 0 | 0  | 0  |
| Всего в ШЭС | Всего в ШЭС    | Всего в ШЭС   | 214 | 50 | 67 | 117 | 230 | 30 | 11 | 5 | 16 | 26 |